# Sebastian Karlsson (ishockeyspelare)
Tomas Sebastian Karlsson, född 19 september 1986 i Göteborg, är en svensk förde detta professionell ishockeyspelare som under den större delen av sin karriär representerade Linköping HC i SHL. Efter att lämnat moderklubben Göteborgs IK, tillhörde Karlsson Frölunda HC under fyra säsonger. Under tiden i Frölunda tog Karlsson två SM-guld och ett SM-silver med klubbens J20-lag samt två SM-guld med Frölunda J18. Han gjorde debut med klubbens seniorlag i SHL under säsongen 2005/06 och tog ett SM-silver med laget samma säsong.
De efterföljande tre säsongerna tillbringade Karlsson med Brynäs IF och Rögle BK i SHL. Under sin andra säsong med Brynäs blev han under en period utlånad till Nybro Vikings IF i Hockeyallsvenskan. Mellan 2009 och 2020 tillhörde Karlsson Linköping HC. I början av november 2011 uppmärksammades Karlsson då han tacklade Frölundaspelaren Magnus Kahnberg i huvudet. För detta straffades han med 14 matchers avstängning, elva matcher i SHL och tre matcher i European Trophy – vid denna tidpunkt var det den tredje längsta avstängningen i SHL:s historia. Den 9 september 2020 meddelade han att han avslutat sin spelarkarriär.
Karlsson gjorde debut i det svenska landslaget i mars 2011 och har spelat totalt sex A-landskamper. Han har sedan tidigare vid flera tillfällen också representerat Sverige i ungdoms- och junior-VM.
Han är yngre bror till den före detta ishockeyspelaren Jens Karlsson.

## Karriär

### Klubblagskarriär

#### 2001–2009: Juniorår, Frölunda HC, Brynäs IF och Rögle BK
Karlsson påbörjade sin karriär med moderklubben Göteborgs IK. 2001 var han med och representerade Göteborg i TV-pucken. Turneringen blev en stor succé för Karlsson då laget vann, samtidigt som han själv tilldelades Sven Tumbas stipendium som turneringens bästa forward. På åtta matcher stod han för 16 poäng (nio mål, sju assist). Från och med säsongen 2002/03 ingick Karlsson i Frölunda HC:s juniorverksamhet. Under första säsongen vann han både J18- och J20-guld med föreningens klubbar. I J20-finalen besegrades HV71 med 2–0 i matcher.
Säsongen 2003/04 var han som 17-åring ordinarie i Frölundas J20-lag – han spelade endast med J18 under slutspelet och var där med och tog sitt andra raka guld. Säsongen därpå blev Karlssons poängmässigt bästa i J20; på 27 matcher noterades han för 29 poäng (13 mål, 16 assist), och tog för tredje året i följd guld med ett av föreningens lag (J20). I finalen besegrades Luleå HF med 2–0 i matcher.
Den 20 maj 2005 skrev Karlsson på ett ettårskontrakt med Frölunda och fick under säsongen 2005/06 chansen i Elitserien. Den 26 september 2005 debuterade han i en match mot Modo Hockey. Karlsson spelade under denna period både med A-laget och Frölunda J20. På totalt 57 matcher i både grundserien och slutspelet i Elitserien noterades inte Karlsson för någon poäng. Laget tog sig ända till SM-final, men föll där mot Färjestad BK med 4–2 i matcher. Samma säsong tog han också ett SM-silver med Frölunda J20, efter att laget förlorat finalserien mot Linköping HC med 2–1.
Kort därefter, i april 2006, skrev Karlsson på ett tvåårskontrakt med Brynäs IF. Den 28 oktober 2006 gjorde han sin första poäng i Elitserien och drygt två månader senare, den 27 december, noterades han för sitt första Elitseriemål, på Johan Asplund, då Brynäs besegrade Timrå IK med 2–3. På 52 grundseriematcher noterades Karlsson för tre mål och fem assistpoäng. I det efterföljande SM-slutspelet fick Karlsson mindre speltid och hade endast två matcher där han hade över en minuts speltid. Brynäs förlorade kvartsfinalserien mot HV71 med 4–3.
Karlsson hade säsongen därefter svårt att ta en plats i laget och efter att ha fått begränsat med speltid blev han i december 2007 utlånad till Nybro Vikings IF i Hockeyallsvenskan, med vilka han också avslutade säsongen. Karlsson gjorde sitt första mål i Hockeyallsvenskan i sin debut för Nybro, den 12 december 2007 på Robin Rahm, i en 3–0-seger mot Borås HC. Totalt spelade Karlsson 18 matcher för Nybro och noterades för 17 poäng (åtta mål, nio assist). I april 2008 skrev Karlsson på ett ettårskontrakt med nykomlingen i Elitserien, Rögle BK. På 55 grundseriematcher stod han för tolv poäng (fem mål, sju assist). Rögle slutade näst sist i serien och Karlsson var med och räddade kvar laget i Elitserien via spel i Kvalserien.

#### 2009–2020: Linköping HC

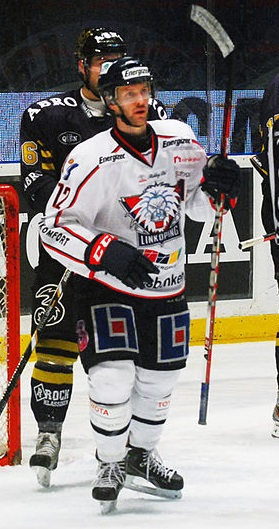
Karlsson med Linköping HC 2012.

Den 10 april 2009 meddelade Karlsson att han skrivit på ett treårskontrakt med Linköping HC. I sin första säsong med klubben noterades han för tre mål och tre assist på 55 grundseriematcher. I det efterföljande SM-slutspelet ställdes Linköping mot Frölunda HC i kvartsfinalserien. Frölunda hade en 3–1-ledning i serien, men Linköping lyckades vända till seger med 3–4. Därefter slogs laget ut i semifinal av Djurgårdens IF med 4–1 i matcher. I sin andra säsong i klubben ökade Karlsson sin poängproduktion till tio poäng på 54 matcher (sex mål, fyra assist). Linköping slogs ut i kvartsfinal i SM-slutspelet, mot Skellefteå AIK med 4–3 i matcher.
I augusti 2011 förlängde Karlsson sitt avtal med Linköping med ytterligare två år. I en match mot Frölunda HC den 5 november 2011 tacklade Karlsson motståndaren Magnus Kahnberg i huvudet. Kahnberg förlorade medvetandet och ådrog sig en hjärnskakning. Karlsson fick matchstraff och blev därefter avstängd från elva seriematcher, samt tre matcher i European Trophy. Vid denna tidpunkt var avstängningen den tredje längsta i seriens historia. Karlsson återvände till spel den 26 december samma år. Linköping slutade på tionde plats i grundserietabellen och missade därför SM-slutspelet för första gången sedan 2003. På 43 matcher noterades Karlsson för elva poäng (sju mål, fyra assist).
Inför säsongen 2012/13 utnämndes Karlsson till en av Linköpings assisterande lagkaptener. Han missade endast en match i grundserien och noterades för 15 poäng på 54 matcher (sju mål, åtta assist). I SM-slutspelet slog Linköping ut HV71 med 4–1 i matcher i kvartsfinal. I den efterföljande semifinalserien slogs laget ut av Skellefteå AIK med 4–1. Karlsson stod för sitt poängmässigt bästa slutspelet då han på nio matcher noterades för fyra poäng (två mål, två assist).
I början av säsongen 2013/14, den 19 september 2013, meddelades det att Karlsson förlängt sitt kontrakt med Linköping med ytterligare tre säsonger. Under en match mot Färjestad BK den 29 januari 2014 blev Karlsson tacklad av motståndaren Christian Berglund och ådrog sig en hjärnskakning. Detta gjorde att han tvingades avstå från spel i nästan en månads tid. Kort därefter, den 13 mars 2014, blev han svårt tacklad av Modo Hockeys back Richie Regehr. Karlsson fick ännu en hjärnskakning och missade resterande del av slutspelet. Under säsongens gång spelade Karlsson 50 grundseriematcher och noterades för sin poängmässigt bästa säsong i SHL. På dessa matcher stod han för 16 poäng, varav åtta mål och åtta assist. I SM-slutspelet hann han endast spela en match innan han skadade sig.
Under sin åttonde säsong i klubben förlängde Karlsson i december 2016 sitt kontrakt med Linköping med ytterligare tre år. I grundserien tangerade han sitt målrekord för en säsong då han gjorde åtta mål på 48 matcher. I den första kvartsfinalmatchen mot Brynäs IF, under slutspelet 2017, ådrog sig Karlsson en axelskada och missade därefter resten av slutspelet.
Karlsson missade de åtta inledande omgångarna av grundserien 2018/19 på grund av en skada i axeln. Därefter spelade han totalt 15 matcher i grundserien, innan han den 6 december 2018 åter skadade axeln i en match mot Brynäs IF. I slutet av samma månad meddelade han att han "med största säkerhet" spelat klart för säsongen och att han sannolikt kommer operera axeln. Detta bekräftades senare av Linköping, i mitten av januari 2019.
Säsongen 2019/20 kom att bli Karlssons sista som professionell ishockeyspelare. I december 2019 meddelades det att Karlsson inte skulle komma att få en kontraktsförlängning med Linköping HC. på grund av Covid-19-pandemin spelades de avslutande omgångarna av säsongen utan publik: i Karlssons sista match fastställde han slutresultatet 3–1 mot IK Oskarshamn, inför tomma läktare i Saab Arena. Den 9 september 2020 meddelade Karlsson att han avslutat sin karriär som ishockeyspelare.

### Internationellt
2004 blev Karlsson uttagen till Sveriges landslag då U18-VM avgjordes i Minsk, Vitryssland. Sverige lyckades endast vinna två matcher och blev utslagna i kvartsfinal, mot Tjeckien. På sex matcher noterades Karlsson för 1 mål. Året därpå var han uttagen till JVM i USA. Sverige slutade sexa, efter att man återigen förlorat kvartsfinalen – denna gång mot värdnationen USA. På sex matcher noterades Karlsson för 1 assist. När JVM skulle avgöras 2006, i Kanada, blev Karlsson ännu en gång uttagen. Men likt föregående år lyckades inte Sverige ta sig förbi kvartsfinalerna. I förlängning förlorade man mot Finland med 1–0. Karlsson noterades för 6 poäng (3 mål, 3 assist) på sex spelade matcher.
Karlsson spelade sex A-landskamper och noterades för tre assist. Han debuterade, och gjorde sin första poäng, med Tre Kronor den 30 mars 2011 när Sverige besegrade Lettland i en träningslandskamp med 4–1.

## Statistik

### Klubbkarriär
| 2005–06                  | Frölunda HC              | SHL                      | 40  | 0  | 0  | 0   | 20  | 17 | 0 | 0 | 0  | 8  |
| 2006–07                  | Brynäs IF                | SHL                      | 52  | 3  | 5  | 8   | 26  | 7  | 0 | 0 | 0  | 0  |
| 2007–08                  | Brynäs IF                | SHL                      | 32  | 3  | 1  | 4   | 10  | —  | — | — | —  | —  |
| 2007–08                  | Nybro Vikings IF         | HA                       | 18  | 8  | 9  | 17  | 29  | —  | — | — | —  | —  |
| 2008–09                  | Rögle BK                 | SHL                      | 55  | 5  | 7  | 12  | 34  | 10 | 3 | 1 | 4  | 6  |
| 2009–10                  | Linköping HC             | SHL                      | 55  | 3  | 3  | 6   | 28  | 12 | 1 | 2 | 3  | 6  |
| 2010–11                  | Linköping HC             | SHL                      | 54  | 6  | 4  | 10  | 26  | 7  | 0 | 2 | 2  | 2  |
| 2011–12                  | Linköping HC             | SHL                      | 43  | 7  | 4  | 11  | 47  | —  | — | — | —  | —  |
| 2012–13                  | Linköping HC             | SHL                      | 54  | 7  | 8  | 15  | 24  | 9  | 2 | 2 | 4  | 0  |
| 2013–14                  | Linköping HC             | SHL                      | 50  | 8  | 8  | 16  | 22  | 1  | 0 | 0 | 0  | 0  |
| 2014–15                  | Linköping HC             | SHL                      | 49  | 6  | 6  | 12  | 18  | 9  | 0 | 0 | 0  | 2  |
| 2015–16                  | Linköping HC             | SHL                      | 48  | 4  | 3  | 7   | 18  | 6  | 1 | 0 | 1  | 0  |
| 2016–17                  | Linköping HC             | SHL                      | 48  | 8  | 6  | 14  | 18  | 1  | 0 | 0 | 0  | 0  |
| 2017–18                  | Linköping HC             | SHL                      | 48  | 4  | 7  | 11  | 20  | 7  | 0 | 2 | 2  | 2  |
| 2018–19                  | Linköping HC             | SHL                      | 15  | 0  | 1  | 1   | 6   | —  | — | — | —  | —  |
| 2019–20                  | Linköping HC             | SHL                      | 50  | 3  | 2  | 5   | 10  | —  | — | — | —  | —  |
| SHL totalt               | SHL totalt               | SHL totalt               | 693 | 67 | 65 | 132 | 327 | 86 | 7 | 9 | 16 | 26 |
| Hockeyallsvenskan totalt | Hockeyallsvenskan totalt | Hockeyallsvenskan totalt | 18  | 8  | 9  | 17  | 29  | —  | — | — | —  | —  |

### Internationellt
| År            | Lag           | Turnering     | Matcher | Mål | Assists | Poäng | Utv. |
| ------------- | ------------- | ------------- | ------- | --- | ------- | ----- | ---- |
| 2004          | Sverige       | U18-VM        | 6       | 1   | 0       | 1     | 2    |
| 2005          | Sverige       | JVM           | 6       | 0   | 1       | 1     | 0    |
| 2006          | Sverige       | JVM           | 6       | 3   | 3       | 6     | 8    |
| Junior totalt | Junior totalt | Junior totalt | 12      | 4   | 4       | 8     | 10   |